# National Insurance Act de 1911

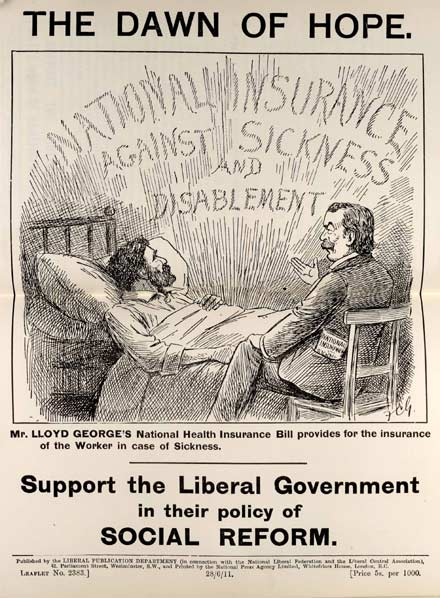
Couverture d'un dépliant publié par le Liberal Publication Department (Liberal Party - UK) en 1911 faisant la promotion du futur National Insurance Act.

Le National Insurance Act de 1911 est une loi votée par le Parlement britannique. Elle est souvent considérée comme étant à la base de la fondation de la Sécurité sociale moderne au Royaume-Uni, avec les autres réformes de l'État-Providence engagées par les gouvernements libéraux d'Henry Campbell-Bannerman et Herbert Henry Asquith.